# Водокачка (Краснодарский край)
Водока́чка — хутор в Северском районе Краснодарского края России.
Входит в состав Афипского городского поселения.

## География
Абсолютная высота — 30 м над над уровнем моря.

## Население
| 2002 | 2010 |
| ---- | ---- |
| 126  | ↘125 |

## Улицы
| - ул. Александровская, - ул. Анастасиевская, - ул. Владимирская, | - ул. Кольцевая, - ул. Рязанская, - ул. Светлая. |

## Инфраструктура
Хутор газифицирован и обеспечен централизованным водоснабжением.